# Fiołek żółty sudecki

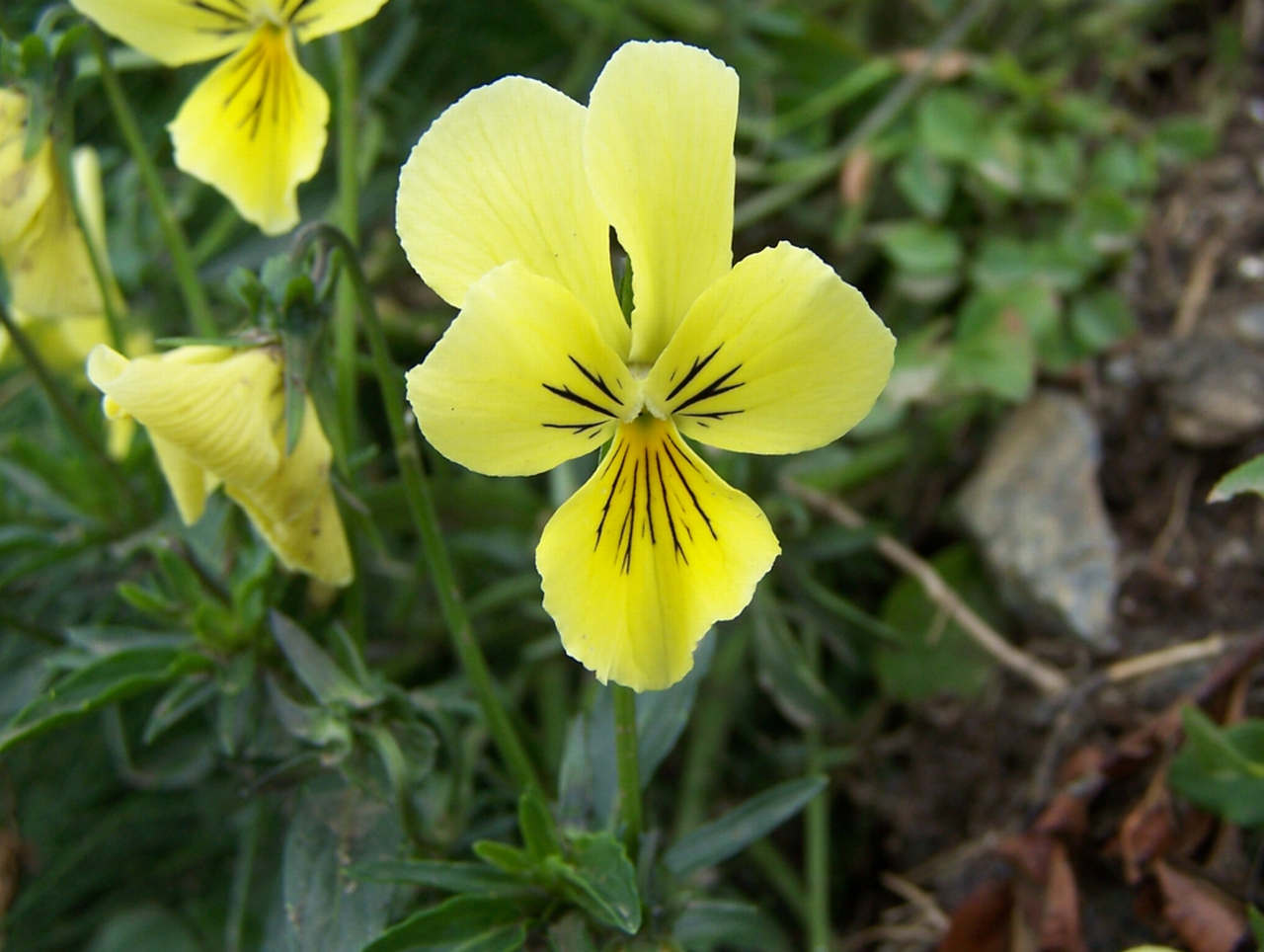

Fiołek żółty sudecki (Viola lutea subsp. sudetica) – podgatunek fiołka żółtego, należący do rodziny fiołkowatych. W Polsce nie występują inne podgatunki fiołka żółtego. Występuje tylko w środkowej Europie: w Niemczech, Austrii, Czechach i Polsce. W Polsce w stanie dzikim spotyka się go tylko w Sudetach, Tatrach i na Baraniej Górze.

## Morfologia
ŁodygaPojedyncza, podnosząca się, o wysokości 10–30 cm, naga lub krótko, szczeciniasto omszona. Jest ulistniona. Pod ziemią występuje kłącze wytwarzające długie, nitkowate rozłogi.
LiścieWytwarza dwa rodzaje liści. Liście dolne są niewielkie, okrągłe lub jajowate, natomiast górne są lancetowate i zaostrzone. Nasady liści słabosercowate. Przylistki są duże, wolne, palczastodzielne, o równowąskich łatkach, na niektórych przylistkach szczytowa łatka jest dłuższa i szersza od pozostałych.
KwiatyBardzo okazałe, w stosunku do niewielkiej łodygi i drobnych liści. Mają długość 2,5-4,5 cm, przy szerokości ok. 3 cm. Działki kielicha zaostrzone. Górne 4 płatki korony zwrócone są do góry, 1 płatek zwrócony jest w dół. Wszystkie płatki mają jasnożółtą barwę. przy czym trzy dolne płatki posiadają charakterystyczne czarne, lub ciemnobrązowe żyłki. Na szyjce słupka brak haczykowatego noska na szczycie, jest ona zgrubiała i zakończona główkowatym, owłosionym i pustym w środku nabrzmieniem. Ostroga o bladofioletowej barwie.
OwoceTorebka zawierająca liczne nasiona z elajosomem.

## Biologia i ekologia
Bylina. Kwitnie od czerwca do sierpnia, zapylana jest przez owady. W roznoszeniu nasion uczestniczą mrówki. Siedlisko: występuje na halach, w piętrze kosówki i w piętrze alpejskim. Roślina wysokogórska. Rośnie zarówno na podłożu wapiennym, jak i bezwapniowym. W klasyfikacji zbiorowisk roślinnych gatunek charakterystyczny dla związku (All.) Calamagrostion.

## Zmienność
Tworzy mieszańce z fiołkiem trwałym i fiołkiem trójbarwnym.

## Zagrożenia i ochrona
Umieszczony na polskiej czerwonej liście w kategorii NT (bliski zagrożenia).